# 日本芸術文化国際センター
日本芸術文化国際センター（にほんげいじゅつぶんかこくさいせんたー、英: International Center for Japanese Culture、略称ICJC）は、神奈川県横浜市中区山手町に所在する横浜インターナショナルスクールの敷地内に建築された施設であり、主な活動として音楽教育、芸術プログラム、ゲストによる講演会、演奏会の主催が挙げられる。国内外の日本芸術の発展と相続を目的とする。

## 歴史
横浜インターナショナルスクール邦楽プログラムディレクター、ジョセフ雅翔アマト博士により、特定非営利活動法人として日本の伝統・現代芸術と文化を推進するために設立された。

## プログラム
年齢と言語力に分けて組み立てられている。
- アーリー・ラーニング・センター（ELC、幼稚園部プログラム)

レッジョ・エミリア・アカデミック・フィロソフィーを支柱とし、五感を刺激するアクティビティを通して想像力を豊かに育てることを主要とする。
- プライマリー・イヤーズ・プログラム（PYP、中学部プログラム）

インターナショナル・バカロリア（IBPD)を支柱とし、横浜インターナショナルスクールの職員と協力しながら、日本の伝統・現代の芸術と文化を通して生徒が常に新たな発見と価値観を持てるように支持することを主要とする。
- ミドル・イヤーズ・プログラム（MYP、中学部プログラム）

総合的学習、異文化コミュニケーションと意識をバランスよく育てることに集中したプログラム。文化への深い理解が育まれることが理想とされる。
- インターナショナル・バカロリア・ディプロマ・プログラム (IBDP、国際バカロレアプログラム）

ディプロマプログラムの生徒たちのExtended Essay、Theory of Knowledge、Community Service Projectなどのプロジェクトを支持することを主要とする。

## YIS邦楽プログラム
ICJCのディレクタージョセフ雅翔アマト博士により設立。英語で授業を行う小・中学校としては世界で初めて邦楽プログラムをカリキュラムに取り入れ、多方面から高い評価を得る。理論と実技において邦楽をより深く鑑賞・理解することを学ぶ場としている。邦楽プログラムの延長線上として、ICJC邦楽アンサンブル（旧・YIS邦楽アンサンブル）を結成、国内外での演奏を行う。邦楽の国際的普及にも貢献している。
アンサンブルは、国内主要コンクールの団体部門および個人部門でも多数の賞を受賞。ホールや社寺での演奏に加え、各国大使館、横浜港開港150周年記念式典（開国博Y150)、横浜ディワリ祭（ディワリ・イン・ヨコハマ）、国際文化会館などでの招聘演奏、また、東日本大震災復興支援チャリティーコンサートなどにも参加。
海外では、2006年日豪文化交流年に際しオーストラリア、2008年アメリカ東部、2010年には国際音楽教育協会（ISME)の北京世界大会で演奏、2011年にはドイツ公演ツアーを行う。
画期的なカリキュラムと海外公演ツアーが高く評価されたことにより、国際交流基金や、東芝国際交流財団、横浜市、日本IBM（日本アイ・ビー・エム）、国際文化会館（東京）、スバルアメリカ、イサム・ノグチ・ミュージアム（ニューヨーク）、慶應義塾ニューヨーク学院などから助成を受ける。

## イーブニング・コミュニティ・スクール
高校生、大人を対象に日本語、茶道、書道、舞踏、歴史、邦画、建築、華道、着付け、箏、三味線、太鼓等の教室を提供。

## フライデーナイトレクチャーシリーズ
日本の建築、歴史、文学、芸術にちなんだゲストが講演会を開く行事である。ICJCでは、年に6回行われる。

## コミュニティーアウトリーチプロジェクト
老人ホームや、盲学校、聾学校、地域の学校やコミュニティセンターなどで、横浜インターナショナルスクールの生徒が邦楽ワークショップやコンサートを行うプロジェクト。

## ICJC役員会
- 中島靖子　正派邦楽会家元
- 沢井一恵　沢井箏曲院副会長
- 鳥養潮　作曲家
- リチャード・エマート　武蔵野大学文学部教授
- クリストファー遙盟（ようめい）ブレィズデル　尺八演奏家
- 熊本マリ　ピアニスト
- マイケル・ダン　作家・評論家
- 追悼・三木稔　作曲家

## ICJC理事会
- ニック・エルストン　朝日メディアインターナショナル株式会社会長
- 今野いづみ　株式会社ブライダルプロデュース会長
- レスター・ヨシナミ・月出　曹洞宗富士山重林寺住職
- アズビー・ブラウン　KITフューチャーデザインプロジェクトディレクター

## 横浜インターナショナルスクール
1924年に、世界で二番目に設立されたインターナショナルスクールである。横浜市中区山手町の中心に所在、英語教育を主体とし、第二外国語として日本語、フランス語、スペイン語、中国語などを学ぶことが可能。49か国から750名の生徒が年少から高校三年生まで在籍している。関東地域唯一の男女共学、無宗教のインターナショナルスクールである。